# Alfredo Coppola
Alfredo Coppola (Palermo, 7 luglio 1888 – Palermo, 12 giugno 1957) è stato uno psichiatra e neurologo italiano.

## Biografia
Frequentò per un breve periodo la Clinica Neurologica e l'Ospedale Psichiatrico di Roma con Mingazzini e Giannelli. 
Fu assistente del Colella per un anno nella Clinica Psichiatrica di Palermo; fu a Monaco di Baviera dal Kraepelin; fu a Berlino dall'Oppenheim.
Entrò nella Clinica Psichiatrica di Torino diretta da Ernesto Lugaro, prima come assistente (1913-1914) e poi aiuto (1921).
In qualità di tenente medico, durante la prima guerra mondiale prestò servizio per due anni in zona di guerra e fu decorato con la Croce al merito di guerra.
Nel 1927 fu nominato perito nella vicenda giudiziaria del caso Bruneri-Canella.
Coprì per incarico le cattedre della clinica delle malattie nervose e mentali all'Università di Sassari (1928-1930) e all'Università di Messina (1931-1936), in cui ebbe come aiuto Gastone Canziani, dove venne designato direttore della clinica neuropatologica.
Venne nominato nel 1932 professore di ruolo e nel 1936 passò a Palermo dove diresse la clinica di malattie nervose e mentali dell'Università fino al 12 giugno 1957.

### Attività e produzione scientifica
A Palermo aveva conseguito i suoi studi di medicina. Nell'Istituto di Farmacologia di Palermo aveva intrapreso le sue prime ricerche sperimentali, ma dopo la laurea (1912) si diresse decisamente verso la psichiatria.
Alfredo Coppola fu essenzialmente un clinico: centro d'ogni Suo interesse fu l'uomo malato e i suoi problemi. Nella Sua produzione scientifica l'indirizzo clinico prevale come, per esempio, nel lavoro sulla ricerca delle spirochete che porta come sottotitolo “Studio clinico anotomo-patologico e di tecnica sperimentale", e in quello sulla "Aortite" che ha per sottotitolo ”Studio anatomo - clinico”.
Fanno eccezione: la sua tesi, pubblicata assieme a Lazzaro ("Sull'azione farmacologica del tropinone - ricerche sperimentali" - Giornale di Scienze naturali ed economiche - 1914) 
e tre dei suoi lavori ("Sulla possibilità di ottenere su pezzi vecchi l'impregnazione della nevroglia col metodo dell'oro di Ramon y Cajal" Rivista di Patologia Nervosa e Mentale (1920); "Ricerche sulle spirochete nella paralisi progressiva" e "Aortite e paralisi progressiva" pubblicate queste ultime sulla stessa Rivista nel 1921).
Tra i lavori dedicati allo studio della neurolue vanno ricordate la ricerca sierologica ("Osservazioni intorno alla diagnosi umorale della neurosifilide", Atti del VII Congresso della Società Italiana di Neurologia - Torino 1926) e le Sue esperienze terapeutiche nella paralisi che riguardavano l'introduzione intrarachidea di autosiero neosalvarsanizzato in vivo e in vitro secondo il metodo di Swift Ellis.
Una assoluta attualità possedevano i lavori clinici di Coppola sui "disturbi mentali in tempo di guerra" e "sulle manifestazioni psicogene dei postencefalitici". La monografia sui "Disturbi mentali in tempo di guerra", pubblicata in collaborazione con Vito Maria Buscaino, rappresenta un contributo notevole: i due autori pubblicarono i risultati della loro ricca esperienza nel 1916, sulla "Rivista di Patologia Nervosa e Mentale".
Non meno attuali erano le conclusioni cui Coppola perviene studiando in casi clinici, i rapporti che corrono tra manifestazioni psichiche e alterazioni dei gangli basali ("Sulle manifestazioni psicogene delle sindromi post-encefalitiche" -Rivista di Patologia Nervosa e Mentale, 1930).
Coppola ha dedicato grande attenzione anche all'identificazione di focolai di endemia gozzo-cretinica in Sicilia, regione che era stata ritenuta immune da gozzo (Rivista di Patologia Nervosa e Mentale, 1919)
Nel 1927 Alfredo Coppola fu nominato perito nella vicenda giudiziaria del caso "Bruneri-Canella", che lo portò ad identificare nel sedicente prof. Giulio Canella, il tipografo Mario Bruneri. 
Il volume da Lui pubblicato — II caso Bruneri - Canella all'esame neuropsichiatrico (studio psicobiografico e medico - legale sullo "Sconosciuto" di Collegno) (Siena, 1931) — e in cui è fatta con scrupolosa cura tutta la cronistoria del caso, rappresenta un esempio singolare di quanto possa l'esame clinico - psicologico per identificare una personalità.